# Frutiger
Frutiger [ˈfruːtɪɡər] ist eine serifenlose Linear-Antiqua-Schrift, die 1975 von Adrian Frutiger entworfen und von der Schriftgießerei D. Stempel veröffentlicht wurde.

## Merkmale
Die Proportionen wurden ungefähr von Frutigers früherer Schrift Univers übernommen. Die x-Höhe ist relativ hoch, die Versalhöhe geringer als die Höhe der Kleinbuchstaben mit Oberlängen. Das Schriftbild erscheint offen, mit großen Punzen (Innenräumen) bei den Kleinbuchstaben. Die Buchstaben C, G, S, a, c, e, s haben stark abgeflachte Rundungsausläufe mit vertikalen Abschlüssen. Die Strichstärke der Vertikalen ist geringfügig größer als die der Horizontalen. Deshalb wird die Frutiger als dynamische Grotesk kategorisiert.

## Geschichte

Schriftbeispiel für Frutiger Next

### Concorde
Bereits die von Adrian Frutiger und André Gürtler entwickelte Schriftart Concorde (1959 bei Sofratype erschienen) wies alle Merkmale von Frutiger auf. Lediglich die Buchstaben M, Q und g hatten noch andere Formen.

### Roissy und Frutiger
1970 entwarf Adrian Frutiger aus Concorde die Schriftart Roissy für die Beschilderung am Flughafen Paris-Charles de Gaulle. Frutiger ist die um zusätzliche Schnitte ausgebaute Druckversion von Roissy.

### Frutiger Next
Die Schriftart Frutiger wurde auf eine Idee von Adrian Frutiger hin überarbeitet. Unter der Leitung des damaligen künstlerischen Leiters der Linotype Reinhard Haus schuf Erik Faulhaber die grundlegende Überarbeitung Frutiger Next. Sie erschien 2001 bei Linotype und wurde in Faulhabers Buch Frutiger verwendet. Die Wandlung eines Schriftklassikers. ausführlich dokumentiert. Sechs Gewichte wurden neu gestaltet. Die Kursivschrift weist nun eigene Formen der Buchstaben a, e, f, g, q auf, das ß ist als Ligatur aus ſ und s erkennbar, und das & aus der Buchstabenkombination Et abgeleitet.

### Frutiger Serif
Adrian Frutigers Antiqua-Schriftentwurf Meridien aus den 1950er Jahren wurde von Akira Kobayashi in Zusammenarbeit mit Frutiger zur Schriftfamilie Frutiger Serif mit 20 Schnitten (fünf Strichstärken in zwei Laufweiten, jeweils aufrecht und kursiv) ausgebaut und 2008 zu Frutigers 80. Geburtstag veröffentlicht. Besonderer Wert wurde auf die Harmonie mit Frutiger Next gelegt.

### Neue Frutiger
2009 wurde eine Überarbeitung des Originalentwurfs von Adrian Frutiger und Akira Kobayashi veröffentlicht, die näher an der ursprünglichen Frutiger ist als Frutiger Next. Die Schriftfamilie besteht aus den zehn verschiedenen Strichstärken Ultra Light, Thin, Light, Book, Regular, Medium, Bold, Heavy, Black, Extra Black und den dazugehörigen Italic-Schnitten.
2013 wurde die Neue Frutiger 1450 veröffentlicht, welche die Forderungen der DIN 1450 (Norm über barrierefreies Lesen) umsetzt. Zur klaren Unterscheidung aller Zeichen voneinander erhielt die Ziffer 0 einen runden Punkt in der Mitte, die Ziffer 1 eine Serife und der Kleinbuchstabe l einen Bogen am unteren Ende.

## Varianten
- Concorde gab es in Normal und Fett.
- Roissy gibt es in Normal, Halbfett, Fett und Kursiv.
- Frutiger erschien im Lauf der Jahre in sieben Strichstärken, davon vier auch in kursiv und fünf in schmal. Wie bei Univers wurden die Schnitte mit Nummern bezeichnet: 25, 35, 45, 55, 65, 75 und 95 (aufrecht); 46, 56, 66 und 76 (kursiv); 47, 57, 67, 77 und 87 (schmal).

Frutiger Next gibt es in sechs Strichstärken (Leicht, Normal, Halbfett, Fett, Extrafett und Ultrafett), die alle auch kursiv und schmal verfügbar sind. Das Nummernsystem wird hier nicht mehr verwendet.
Die Neue Frutiger ist in zehn Strichstärken erhältlich, jeweils auch in kursiv.

## Verwendung

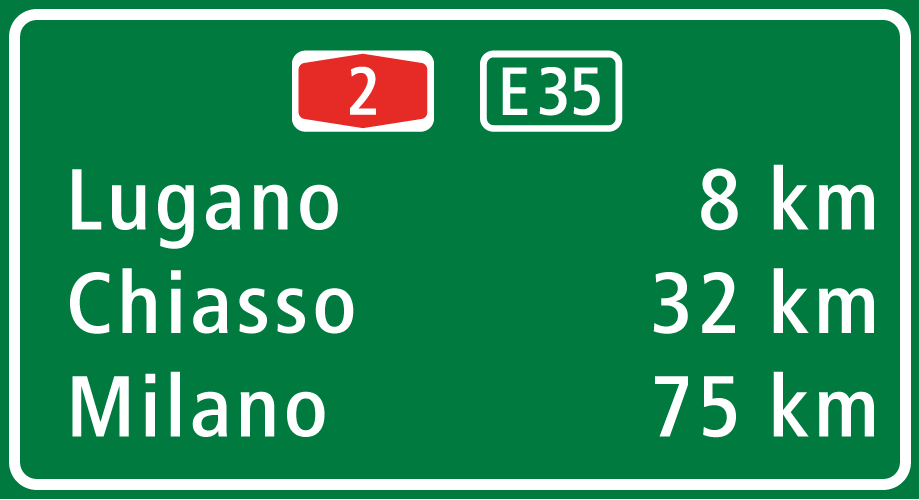
Entfernungstafel in der Schweiz

Universität Zürich (alt)

Gerodur

Deutsche Post (bis 2019)

Sunrise

### Frutiger im Verkehr
Frutiger wird oft für Beschilderungen verwendet (u. a. für die Flughäfen Paris, London, Amsterdam, Singapur, Kuala Lumpur, Seoul), ist aber auch im Druck sehr häufig zu finden, insbesondere bei kurzen Texten in kleinen Schriftgraden. Seit 2003 werden in der Schweiz für die Straßensignalisation die Schriftarten ASTRA-Frutiger Standard und ASTRA-Frutiger Autobahn verwendet, die die Schriftart SNV ablösten. Das Kursbuch (ein Verzeichnis von Fahrplänen) der Schweiz und alle Veröffentlichungen der Stadt Luzern sind in Frutiger gesetzt. Die ÖBB verwenden Frutiger Next als Unternehmensschrift bei Drucksachen, Beschilderungen und Beschriftungen.

### Frutiger für Institutionen
Die Eurobanknoten sind mit Frutiger beschriftet. Die Hochschule Bonn-Rhein-Sieg in St. Augustin (Deutschland) verwendet Schriften aus der Frutiger-Familie, ebenso wie die deutsche Fraunhofer-Gesellschaft. Der Schriftzug innerhalb des Hochschul-Logos verwendet Frutiger 65 und Frutiger 45. Der Bund Deutscher Architekten BDA benutzt die Frutiger-Familie als Hausschrift für manche Publikationen – unter anderem auch für die eigene Zeitschrift der architekt. Die Fernuniversität in Hagen nutzt die Schriftart Frutiger in ihrer Schriftkorrespondenz und in ihren Studienbriefen. Auch der Sportverein Werder Bremen nutzt die Schriftart.

## Gleiche und ähnliche Schriften
Die Schriftart Humanist 777 von Bitstream entspricht Frutiger und wird mit dem Grafikprogramm CorelDRAW ausgeliefert.
Die Schriftart Myriad von Adobe wurde von Frutiger inspiriert, hat aber einige erkennbare Unterschiede, beispielsweise runde Punkte und geschwungene Formen bei den Großbuchstaben B und D. Die Kursive von Myriad floss wiederum in Frutiger Next ein.
Siemens Sans, die Hausschrift der Siemens AG, ist ebenso von Frutiger inspiriert und wurde um Kapitälchen und Mediävalziffern erweitert. Sie ist Teil einer Schriftfamilie, die die Egyptienne Siemens Slab und die Antiqua Siemens Serif umfasst.
Die Berliner Verkehrsbetriebe verwenden seit 1992 die von MetaDesign entwickelte Schrift FF Transit, die zwischen den schmalen Schriftschnitten Frutiger 57 und Frutiger 67 interpoliert wurde. Die Punkte bei den Buchstaben i, j, Umlauten und Satzzeichen wurden rund, und bei der Kursivschrift erhielten einige Buchstaben andere Formen, so dass sie innerhalb des Fahrgastinformationssystems eingesetzt werden kann.
Für die Designzeitschrift form wurde 1995 aus Frutiger 45 und Frutiger 55 ein Zwischenschnitt interpoliert.
Die deutschen Volksbanken und Raiffeisenbanken besitzen die Hausschriftart Frutiger VR in insgesamt vier Varianten.
Für die Alte Pinakothek in München wurden 1998 drei schmale Frutiger-Varianten überarbeitet.
Die von dem Softwarekonzern Microsoft mit dem Betriebssystem Windows Vista neu eingeführte Standardschriftart Segoe UI ist mit Frutiger Next fast identisch.